# Pterostichus oblongopunctatus
Espèce
Pterostichus oblongopunctatus est une espèce d'insectes coléoptères de la famille des carabes.